# Vincenz Schöttl
Vincenz Schöttl (ur. 30 czerwca 1905 w Appersdorfie, zm. 28 maja 1946 w Landsberg am Lech) – zbrodniarz hitlerowski, Schutzhaftlagerführer w obozie koncentracyjnym Auschwitz III – Monowitz i SS-Obersturmführer.
Członek NSDAP od 1928 roku (nr legitymacji partyjnej 104083) i SS od 1932 (nr identyfikacyjny 5630). Służbę w obozach koncentracyjnych rozpoczął w 1933 roku w Dachau. W 1940 roku przez krótki czas Schöttl pełnił służbę w getcie lubelskim, skąd przeniesiony został w 1941 roku do obozu Neuengamme, a następnie do Majdanka. Od lipca 1942 do stycznia 1945 roku sprawował stanowisko kierownika obozu (Schutzhaftlagerführera) w Monowicach (Auschwitz III). Następnie powrócił do kompleksu obozowego Dachau. Schöttl pełnił tu funkcję zastępcy komendanta podobozów Kaufering Otto Förschnera i kierował komandami więźniów w Kaufering III. Znęcał się nad więźniami, którzy jego zdaniem zbyt wolno pracowali. Miał również na sumieniu morderstwa.
Za swoje zbrodnie w tym ostatnim obozie został osądzony wraz z innymi członkami personelu Dachau przez amerykański Trybunał Wojskowy. Vincenz Schöttl otrzymał wyrok śmierci, który wykonano przez powieszenie w więzieniu Landsberg 28 maja 1946 roku.